# Insulele Belcher

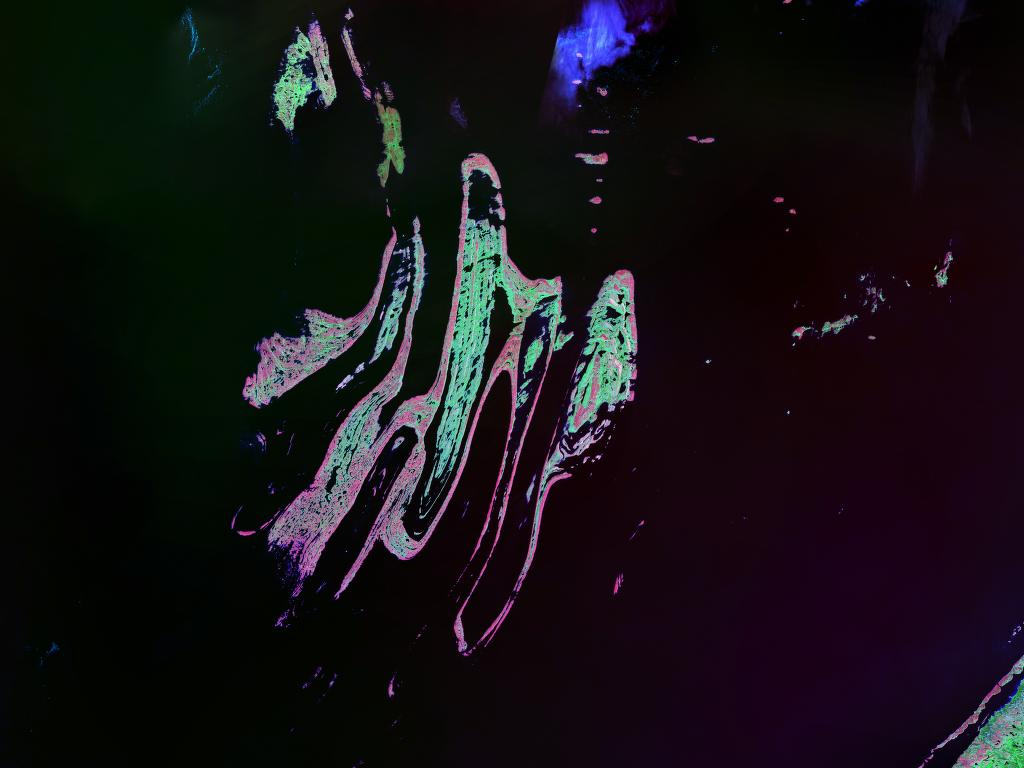
Imagine din satelit a insulelor Belcher

Insulele Belcher sunt un arhipelag din sud-estul Golfului Hudson, aparținând administrativ de regiunea Qikiqtaaluk a teritoriului Nunavut din Canada. 
Arhipelagul cuprinde cca. 1500 de insule, ocupând o suprafață terestră totală de 2870 km2 . 
În general se disting 3 grupe principale de insule:
- insulele Belcher propriu-zise în sud, cu insula Flaherty (1585 km2 [2], cea mai mare insulă din arhipelag), insula Tukarak (349 km2), insula Kugong (321 km2), insula Innetalling, insula Mavor, insula Moore, insula Walton, insula Wiegand etc.;
- insulele Belcher de Nord, în nord-vest, cu insula Johnson, insula Laddie, insula Radar, insula Split etc.;
- insulele Baker's Dozen în nord-est, cu insula Bun, insula Cake, insula Loaf etc..

Singura așezare umană din arhipelag este Sanikiluaq (56°32′34″N 079°13′30″V / 56.54278°N 79.22500°V, 744 locuitori în 2006), pe coasta de nord a insulei Flaherty. Acest sat reprezintă cea mai sudică așezare din teritoriul Nunavut.

## Geologie
Baza insulelor Belcher datează din Proterozoic; rocile sedimentare clastice de la bază și unitățile magmatice și carbonatice ce sunt expuse în prezent indică subsidența și formarea de rifturi în marginea vestică a vechiului craton Superior.
Insulele sunt în cea mai mare parte joase, terenul cel mai înalt fiind înspre est.

## Floră și faună
Insulele sunt acoperite în cea mai mare parte din vegetație de tundră, fără copaci, deoarece stratul de sol este foarte subțire.
În ceea ce privește fauna, pe insulă se găsesc turme de reni, morse și bufnițe polare, iar în timpul iernii își fac apariția și urșii polari.. 
Pe insulele Belcher de Nord cuibăresc în număr mare unele specii de păsări polare (Somateria mollissima sedentaria, chire arctice - Sterna paradisaea, pescăruși ai ghețurilor - Larus hyperboreus, pescăruși argintii - Larus argentatus), fapt pentru care ele au fost declarate ca Habitat terestru important pentru păsările migratoare - Key migratory bird terrestrial habitat site (NU Site 54)  și ca Zonă de Păsări Importantă - Important Bird Area (NU031) în Canada .

## Istorie
Conform însemnărilor din jurnalul său, exploratorul englez Henry Hudson a descoperit insulele în 1610, după revolta echipajului său el plutind în derivă până la ele și fiind chiar îngropat acolo. Insulele au rămas însă aproape necunoscute pentru europeni până la începutul secolului al XX-lea. În 1910, inuitul George Weetaltuk a realizat o hartă a insulelor, care l-a îndemnat pe exploratorul și cartograful Robert Flaherty să studieze amănunțit insulele între 1914 și 1916.